# Verdabbio
Verdabbio est une localité et une ancienne commune suisse du canton des Grisons, située dans la région de Moesa. Le 1er janvier 2017, elle est intégrée à la commune de Grono.